# Móricgát
Móricgát község Bács-Kiskun vármegye Kiskunmajsai járásában.

## Fekvése
A vármegye középső-keleti részén helyezkedik el. Mindössze három települési szomszédja van: észak felől Bugac, kelet felől Jászszentlászló, dél felől pedig Szank; nyugat felől Bugachoz tartozó, jobbára lakatlan külterületek határolják.

### Megközelítése
Jelenleg csak közúton közelíthető meg, az Orgovány határszélétől Jászszentlászlóig húzódó 5407-es úton; Kiskunfélegyháza térségével Bugacon át az 54 102-es számú mellékút köti össze.
Határszélét korábban, északnyugaton érintette a MÁV 149-es számú, a kecskeméti kisvasút hálózatához tartozó Kecskemét–Kiskunmajsa-vasútvonala is, de 2009 decembere óta ezen a vonalon nincs személyforgalom.

## Története
Móricgát, előző nevén Móritz Gattya területe a régészeti források szerint mát a bronzkorban is lakott hely volt, de területén szarmata korból való leletek is napvilágra kerültek.
Móricgát már a 15. században önálló településként volt említve, mely kezdetben a Győaljaiak, később Kamarás Pál birtokaként volt ismert. 1515 körül a falu elpusztult, majd később, 1642-ben az elnéptelenedett pusztát Szeged használta. A falu egykori kőtemplomának romjai azonban még a 17. század végén is láthatóak voltak. Később, 1702-ben I. Lipót adománylevelében a Jászkunságot, Móricgáttal együtt a német lovagrendnek adományozta. Ez az irat említette a Jász-kun községek mellett Móritz Gáthy és Sánk pusztát is. Később szabadságuk megváltásáért a különböző települések önként fizettek, így a  17. században Móricgát pusztáért Kiskunlacháza fizetett 2000 forintot. Móricgát közigazgatásilag sokáig Kiskunlacházához tartozott, 1893-ban Móricgát egyesült Szankkal.
A sokáig néptelen puszták legelső lakói Szankon a Szőlősoron, Móricgáton pedig a Sziget dűlőben, a későbbi tanyasor helyén éltek, itt alakult ki a mai település magva is.

## Közélete

### Polgármesterei
- 1990–1994:
- 1994–1998: Sisák Tiborné (független)[3]
- 1998–2002: Csontos Máté (független)[4]
- 2002–2006: Csontos Máté László (független)[5]
- 2006–2010: Csontos Máté László (független)[6]
- 2010–2014: Csontos Máté László (független)[7]
- 2014–2019: Csontos Máté László (független)[8]
- 2019–2023: Csontos Máté László (független)[9]
- 2023–2024: Tóth Antal (független, ügyvivőként)
- 2024– : Tóth Antal (független)[1]

Csontos Máté László polgármester 2023. június 6-án elhunyt, de a hatályban lévő választási jogszabályok értelmében a következő önkormányzati választásig, 2024. június 9-ig időközi választást már nem lehetett kiírni a településen. Emiatt a közbenső időben ügyvivőként az alpolgármesternek kellett ellátnia a polgármesteri feladatokat.

## Népesség
A település népességének változása:
| Lakosok száma | 465  | 461  | 405  | 372  | 439  | 411  | 400  |
|               | 2013 | 2014 | 2018 | 2021 | 2022 | 2023 | 2024 |

A 2011-es népszámlálás során a lakosok 93,4%-a magyarnak, 3,7% németnek, 0,2% románnak mondta magát (3,9% nem nyilatkozott; a kettős identitások miatt a végösszeg nagyobb lehet 100%-nál). A vallási megoszlás a következő volt: római katolikus 70%, református 10,7%, evangélikus 1,1%, felekezeten kívüli 4,8% (12% nem nyilatkozott).
2022-ben a lakosság 83,1%-a vallotta magát magyarnak, 6,6% németnek, 0,5% románnak, 0,2% örménynek, 0,2% bolgárnak, 3,2% egyéb, nem hazai nemzetiségűnek (12,3% nem nyilatkozott; a kettős identitások miatt a végösszeg nagyobb lehet 100%-nál). Vallásuk szerint 39,2% volt római katolikus, 8,2% református, 0,7% evangélikus, 0,5% görög katolikus, 0,9% egyéb keresztény, 0,9% egyéb katolikus, 7,1% felekezeten kívüli (42,4% nem válaszolt).

## Nevezetességei
- Katolikus temploma - 1950 körül készült el.
- Református temploma - 1957-ben épült.